# Кояндер, Александр Иванович
Александр Иванович Кояндер (6 августа 1846, Москва — 8 ноября 1910, Уши (район Лозанны)) — российский дипломат из финского рода. 

## Биография
Александр Иванович Кояндер начал службу в Министерстве иностранных дел Российской империи с переводчика и секретаря в 19 летнем возрасте, завершил свой жизненный путь в чине тайного советника в возрасте 64 лет. Погребён Кояндер А. И. на кладбище Монтуа (Montoie) в Лозанне.
- 1865 год — окончил Лазаревский институт восточных языков в Москве и поступил на службу в Министерство иностранных дел Российской империи.
- 1868 — губернский секретарь, студент при российском посольстве в Константинополе (Османская империя).
- 1869—1870 — коллежский секретарь, секретарь и драгоман (переводчик) при генеральном консуле в Требизонде (Трапезунд) в Малой Азии (Османская империя).
- 1871 — титулярный советник, студент в российской дипломатической миссии при дипломатическом агенте в Пекине (Китай).
- С 1872 года по 1881 год — секретарь в дипломатической миссии в Пекине.
- С 1881 года по июнь 1883 года — первый секретарь в российской дипломатической миссии в Пекине.
- Со 2 июля 1883 по 26 февраля 1884 года — министр-резидент в Черногории, дипломатическая миссия находилась в г. Цетине.
- С 26 февраля 1884 по 3 июня 1886 года — дипломатический агент в Болгарии.
- С 3 июня 1886 по 10 сентября 1902 года — дипломатический агент и генеральный консул Российской империи в Египте.
- С 10 сентября 1902 по 26 октября 1910 года — чрезвычайный посланник и полномочный министр Российской империи в Португалии.

## Продвижение в чине
- 1868 — губернский секретарь
- 1869 — коллежский секретарь
- 1871 — титулярный советник
- 1873 — коллежский асессор
- 1875 — надворный советник
- 1881 — коллежский советник
- 1883 — статский советник
- 24 марта 1885 — действительный статский советник
- 5 апреля 1898 — тайный советник

## Семья
Дед — Александр Самуилович (Alexander Benjamin Cojander). Род. 13.9.1777 — ум.0.0.1827 в Калуге.
Отец — Иван Александрович (Иоганн, Johann Cojander) Кояндер (Род. 1815- ум.1847)
Мать — Аграфена Алексеевна урождённая Цемп (Цемш).
Жена — Варвара Константиновна (дочь Сементовского-Курилло Константина Максимовича) родилась в 1861 году, 11 сентября- умерла 8 ноября 1910 года в Лозанне, Швейцария.